# André-Jacques Marie
André-Jacques Marie   (Caup d'Alh, 14 d'octubre de 1925) fou un atleta francès, especialista en curses de tanques, que va competir durant les dècades de 1940 i 1950.
El 1948 va prendre part en els Jocs Olímpics d'Estiu de Londres, on quedà eliminat en sèries dels 110 metres tanques del programa d'atletisme.
En el seu palmarès destaca una medalla d'or en la prova dels 110 metres tanques del Campionat d'Europa d'atletisme de 1950, per davant Ragnar Lundberg i Peter Hildreth, i cinc campionats nacionals (1947, 1948, 1949, 1950 i 1951). Millorà en tres ocasions el rècord nacional dels 110 metres tanques, fins a situar-lo en 14.4" el 1949. Aquest rècord no fou superat fins al 1956 per Edmond Roudnitska.

## Millors marques
- 110 metres tanques. 14.4" (1949)[1][7]